# Hadula pulverata
Hadula pulverata là một loài bướm đêm trong họ Noctuidae.